# 6119 Йорт
6119 Йорт (6119 Hjorth) — астероїд головного поясу, відкритий 6 грудня 1986 року.
Тіссеранів параметр щодо Юпітера — 3,368.